# Mr. Mudd
Mr. Mudd – amerykańska wytwórnia filmowa, założyli ją w 1998 roku Lianne Halfon, John Malkovich i Russell Smith.

## Filmy
- Ghost World (2001)
- Kill the Poor (2003)
- Rozpustnik (2004)
- Art School Confidential (2006)
- Juno (2007)
- Which Way Home (2009)